# Ternipe
TerniPe este o grupare muzicală creată în 1989 de tineri din Județul Szabolcs-Szatmár-Bereg (în nord-estul Ungariei) și din Budapesta cu scopul de a colecționa și reedita tradițiile folclorice rrome, în special muzica folclorică instrumentală și non-instrumentală, pentru a le face accesibile pentru toata lumea.

## Istoric
În 1989, tinerii din Județul Szabolcs-Szatmár-Bereg (în nord-estul Ungariei) și din Budapesta au format grupul TerniPe.
Este format din persoane a căror limba este Romani și care se straduiesc să se asigure că muzica folclorică și melodiile tradiționale ale acestei etnii ating publicul printr-o sursa clara.
Scopul acestui grup este să colecteze și să reediteze tradițiile folclorice țigănești care mai există, în special muzica folclorică instrumentală și non-instrumentală, prin acesta facându-se accesibile pentru toata lumea.
Armoniile muzicale folosite de această formație sunt specifice în sensul în care găsim o performanță folclorică ce nu poate fi găsită altminteri decât în cultura balcanică și Extremul Orient.
TerniPe este una dintre cele mai autentice formații de muzica țiganeasca fiind cunoscută la noi in țara in special pentru succesul pe care l-a avut piesa Muro shavo kiki.

## Semnificatia TerniPe
TerniPe înseamna Tinerețe într-un dialect rrom. Sunt extrem de cunoscuți și de iubiți in Ungaria și în România și au dat concerte în toata Europa.
„Misiunea noastra este aceea de a găsi și interpreta bucați de folclor rrom autentic nealterat,de a trăi muzica și a avea un spirit veșnic Tânăr”

### Muzica rromă este fără granițe
„{{{1}}}”
„Muzica rromă înseamnă talent dincolo de rigorile muzicii clasice, tradiție dincolo de atestări științifice, istorie dincolo de cronici și ritm dincolo de timpi. Muzica țigănească autentică înseamnă libertate de mișcare, de exprimare, dincolo de timp și spațiu. Muzica țigănească unește și nu dezbină. Toată filozofia din spatele muzicii țigănești este pură simțire și talent înnăscut, nu format. Chiar dacă zona balcanică este un vulcan mocnind, mereu gata de explozii și despărțiri sângeroase, muzica țigănească transcede orice fel de granițe, reguli sociale, praguri morale. Prin muzica țigănească, vibrația trezește senzații conștient înfundate, reacții demult uitate, adevăruri atent ascunse.”
„Muzica țigănească este sinceritate până la lacrimi și pasiune până la surmenaj. Mereu marginalizată de păturile sociale superioare, dar necesară populației simple și adevarate, muzica țigănească începe, în sfârșit, să fie înțeleasă. A devenit un trend mondial și începe să prindă la publicuri dintre cele mai simandicoase. Într-un mod experimental, dar câteodată senzațional, muzica țigănească autentică a ajuns să fie transpusă în forme nebănunite până acum câțiva ani, de la Balkan beat electro până la rock, punk și metal. Deși abordată de multe ori de către compozitori est-europeni, ea nu a reușit să ajungă niciodata într-o asemenea măsură către publicul larg ca în momentul de față. De acum înainte, să dăm muzicii țigănești ce-i al ei: pasiune, pasiune, pasiune.”

## Componența formației
- Balogh Mária - voce
- Balogh Tünde - voce
- Bihari Zsolt - chitară, voce
- Farkas István - chitară, voce, mandolină
- Lakatos Béla - kanna, chitară, voce,szájbőgő
- Mata András - chitară, voce
- Sztojka László - contrabas

## Articole
- Cronica Romana Arhivat în 12 iunie 2008, la Wayback Machine.
- Plai Festival Timisoara Arhivat în 2 iunie 2008, la Wayback Machine.

 Arhivat în 12 septembrie 2017, la Wayback Machine.
Muro Shavo kiki Arhivat în 7 martie 2007, la Wayback Machine.

## Concerte TerniPe
- Radio 21[nefuncțională]
- Antena 3 Arhivat în 11 iunie 2008, la Wayback Machine.
- City News Arhivat în 2 august 2008, la Wayback Machine.
- Foaia transilvana[nefuncțională]
- Andrei Crivat